# ایالت کوگی
ایالت کوگی (به لاتین: Kogi) یک ایالت در نیجریه است که ۲۹٬۸۳۳ کیلومترمربع مساحت و ۲٬۰۹۹٬۰۴۶ نفر جمعیت دارد.